# Hemicytherura clathrata
Hemicytherura clathrata är en kräftdjursart som först beskrevs av Georg Ossian Sars 1866.  Hemicytherura clathrata ingår i släktet Hemicytherura och familjen Cytheruridae. Arten är reproducerande i Sverige. Inga underarter finns listade i Catalogue of Life.